# Stenochilus scutulatus
Stenochilus scutulatus är en spindelart som beskrevs av Norman I. Platnick och Mohammad U. Shadab 1974. Stenochilus scutulatus ingår i släktet Stenochilus och familjen Stenochilidae. Inga underarter finns listade i Catalogue of Life.